# Quitman (Missouri)
Quitman – miasto w Stanach Zjednoczonych, w stanie Missouri, w hrabstwie Nodaway.